# Amauris niavices
Amauris niavices är en fjärilsart som beskrevs av Fabricius 1787. Amauris niavices ingår i släktet Amauris och familjen praktfjärilar. Inga underarter finns listade i Catalogue of Life.